# The Dark Side of the Moon
《The Dark Side of the Moon》은 영국의 록 밴드 핑크 플로이드가 1973년 3월 발매한 앨범으로, 대중음악 역사상 가장 성공한 앨범 중 하나이다. 741주 동안 빌보드 차트에 머물러 기네스 기록을 보유하고 있으며, 누적으로 949주 동안 빌보드 앨범 차트 200위 안에 오르는 기록을 세웠다. 이 앨범은 핑크 플로이드가 미국에서 대중적인 성공을 거둔 첫 번째 앨범으로, 이는 이전 앨범에 비해 사이키델릭적인 요소를 줄이고 블루스적인 요소를 부각시켰기 때문이라 평가받는다.
이 앨범은 '광기'를 주제로 한 컨셉트 앨범으로서, 이는 밴드의 정신적인 지주였던 시드 배럿를 반영시킨 결과이다. 이러한 구상은 베이시스트 로저 워터스가 주도한 것으로서, 이 앨범부터 워터스는 밴드의 주도권을 잡게 되었다.

## 곡 목록
수록된 시간은 영국에서 발매된 LP 음반을 기준으로 하였다. 

앨범의 모든 가사는 로저 워터스가 작사했다.

### A면
1. "Speak to Me" (닉 메이슨) - 1:30
2. "Breathe" (로저 워터스, 데이빗 길모어, 리처드 라이트) - 2:43
  - CD는 위 두 곡을 하나의 트랙에 담고 있다.
3. "On the Run" (길모어, 워터스) - 3:30
4. "Time"[3] (길모어, 워터스, 메이슨, 라이트) - 7:05
5. "The Great Gig in the Sky" (라이트, 클레어 토리[4])

### B면
1. "Money" (워터스) - 6:30
2. "Us and Them" (워터스, 라이트) - 7:34
3. "Any Colour You Like (길모어, 메이슨, 라이트) - 3:24
4. "Brain Damage" (워터스) - 3:50
5. "Eclipse" (워터스) - 1:45

## 제작진
| 연주 - 기타, 보컬, EMS VCS3 - 데이빗 길모어 - 타악기, 테이프 효과 - 닉 메이슨 - 베이스, 보컬, 테이프 효과, EMS VCS3 - 로저 워터스 - 키보드, 보컬, EMS VCS3 - 릭 라이트 | 그 밖의 참여 - 보컬 - 클레어 토리 - 백보컬 - 배리 세인트 존, 도리스 트로이, 레슬리 던컨, 리자 스트라이크 - 색소폰 - 딕 패리 - 엔지니어 - 알런 파슨스 - 보조 엔지니어 - 피터 제임스 - 믹싱 수퍼바이저 - 크리스 토마스 - 아트워크 - 조지 하디 N.T.A. - 디자인, 사진 - 힙그노시스 |

## 같이 보기
- 가장 많이 팔린 음반 목록
- 독일에서 가장 많이 팔린 음반 목록
- 영국에서 가장 많이 팔린 음반 목록
- 미국에서 가장 많이 팔린 음반 목록

## 관련 자료
- 핑크 플로이드, Classic Albums: Pink Floyd - The Making of The Dark Side of the Moon(DVD), 2003.